# Batu Kalang
Batu Kalang is een bestuurslaag in het regentschap Padang Pariaman van de provincie West-Sumatra, Indonesië. Batu Kalang telt 2395 inwoners (volkstelling 2010).